# ديفيد برادلي (رسام)
ديفيد برادلي (بالإنجليزية: David Bradley)‏ هو رسام أمريكي، ولد في 1954.